# سيريلو أنطونيو ريفارولا
سيريلو أنطونيو ريفارولا (بالإسبانية: Cirilo Antonio Rivarola)‏ (و. 1836 – 1879 م) هو محامي، وسياسي من باراغواي . تولى منصب رئيس الباراغواي .
توفي في أسونسيون .